# Gruppe mit Poincaré-Dualität
Gruppen mit Poincaré-Dualität (engl.: Poincaré duality groups) sind ein Begriff aus dem mathematischen Gebiet der Gruppentheorie, der in zahlreichen Fragen der algebraischen und geometrischen Topologie von Bedeutung ist.
Eine offene Vermutung von Wall besagt, dass eine endlich präsentierte Gruppe genau dann eine {\displaystyle n}-dimensionale Poincaré-Dualität erfüllt, wenn sie die Fundamentalgruppe einer asphärischen geschlossenen Mannigfaltigkeit ist. 

## Definitionen
Eine Gruppe {\displaystyle G} ist eine Gruppe mit {\displaystyle n}-dimensionaler Poincaré-Dualität, wenn es einen als {\displaystyle \mathbb {Z} }-Modul zu {\displaystyle \mathbb {Z} } isomorphen {\displaystyle \mathbb {Z} G}-Modul {\displaystyle D} gibt, so dass man für jeden Modul {\displaystyle A} über dem Gruppenring {\displaystyle \mathbb {Z} G} und alle {\displaystyle 0\leq i\leq n} einen Isomorphismus
{\displaystyle H^{i}(G,A)\simeq H_{n-i}(G,D\otimes A)}
der {\displaystyle i}-ten Gruppenkohomologie mit Koeffizienten in {\displaystyle A} mit der {\displaystyle (n-i)}-ten Gruppenhomologie mit Koeffizienten in {\displaystyle D\otimes A} hat.
Für endlich präsentierte Gruppen ist diese Definition äquivalent zu der Bedingung, dass
- {\displaystyle H^{i}(G,\mathbb {Z} G)=0} für alle {\displaystyle i\not =n} und
- {\displaystyle H^{n}(G,\mathbb {Z} G)=\mathbb {Z} } gilt.

Ebenfalls für endlich präsentierte Gruppen besagt eine äquivalente Definition, dass eine Gruppe {\displaystyle n}-dimensionaler Poincaré-Dualität erfüllt, wenn sie frei und eigentlich diskontinuierlich auf einem zusammenziehbaren Zellkomplex {\displaystyle X} mit {\displaystyle H_{c}^{*}(X,\mathbb {Z} )=H_{c}^{*}(\mathbb {R} ^{n},\mathbb {Z} )} (für die Kohomologie mit kompaktem Träger) wirkt.

## Beispiele
Die Fundamentalgruppe {\displaystyle G=\pi _{1}M} einer asphärischen geschlossenen {\displaystyle n}-dimensionalen Mannigfaltigkeit {\displaystyle M} erfüllt {\displaystyle n}-dimensionale Poincaré-Dualität. Tatsächlich sind in diesem Fall die Homologe und Kohomologie der Gruppe {\displaystyle G} isomorph zur Homologie und Kohomologie der Mannigfaltigkeit {\displaystyle M} und für letztere gilt Poincaré-Dualität. Der {\displaystyle \mathbb {Z} G}-Modul {\displaystyle D} ist in diesem Fall der Orientierungsmodul {\displaystyle D=H^{n}(G,\mathbb {Z} G)}, welcher im Fall orientierbarer Mannigfaltigkeiten {\displaystyle D=\mathbb {Z} } mit der trivialen {\displaystyle G}-Wirkung ist.
Die Fundamentalgruppen geschlossener Mannigfaltigkeit sind stets endlich präsentiert. Es gibt aber auch Gruppen mit Poincaré-Dualität, die nicht endlich präsentiert sind.

## Eigenschaften
Sei {\displaystyle G} eine Gruppe mit {\displaystyle n}-dimensionaler Poincaré-Dualität. Dann gilt
- {\displaystyle G} ist endlich erzeugt
- die kohomologische Dimension von {\displaystyle G} ist {\displaystyle n}
- {\displaystyle G} ist torsionsfrei
- eine Untergruppe {\displaystyle H\subset G} ist genau dann eine Gruppe mit {\displaystyle n}-dimensionaler Poincaré-Dualität, wenn sie endlichen Index in {\displaystyle G} hat
- eine Untergruppe {\displaystyle H\subset G} ist genau dann eine Gruppe mit {\displaystyle n}-dimensionaler Poincaré-Dualität, wenn ihre kohomologische Dimension {\displaystyle n} ist
- Untergruppen von unendlichem Index haben eine kohomologische Dimension kleiner als {\displaystyle n}.